# La mafia del baile
La mafia del baile es el tercer álbum de estudio que lanzó al mercado el cantante español Loquillo junto a la banda Trogloditas.
El disco, lanzado en 1985, fue el primero que editó bajo el sello Hispavox y en el mismo la banda da un giro a lo que habían sido sus trabajos anteriores, ya que en palabras del propio Loquillo: Siempre nos ha gustado mucho romper los esquemas de la gente. Cuando todos querían volver a vestir de cuero, yo me puse el esmoquin y sacamos Chanel, cocaína y Don Perignon.
La mayoría de las canciones del álbum fueron compuestas como en ocasiones anteriores por Sabino Méndez, excepto Chanel, cocaína y Don Perignon, Leyenda y Código de honor obras del propio Loquillo en colaboración con Ricard Puigdomènech, guitarrista por aquellos entonces de Trogloditas.

## Lista de canciones
1. Bajo Banderas (3.06)
2. Carne Para Linda (3.15)
3. Chanel, cocaína y Don Perignon (2.47)
4. Rock Suave (3.47)
5. La Calle Donde Ella Vive (3.11)
6. Faraón (2.54)
7. Leyenda (4.17)
8. La Mafia Del Baile (3.20)
9. Himno De Prostitutas (4.05)
10. Fin De Semana (1.36)
11. El País Te Necesita (3.34)
12. Supersónica (3.33)
13. Ahí Vienen Los Jets (2.36)
14. Las Sombras Del Autocine (2.44)
15. Código De Honor (3.21)